# 70亿人口日

世界和各大洲1950年后的人口估计和预测数。阴影区域为联合国经济和社会事务部的预测范围。如他们估计2022年至2035年，世界人口将达到80亿人。

70亿人口日，即2011年10月31日，这一天世界人口近似达到70亿人，这是由联合国人口基金会（United Nations Population Fund，UNFPA）正式指定的日子。联合国秘书长潘基文在位于纽约的联合国总部大楼宣布这个里程碑日子的到来，并发起“70亿人行动倡议”，让人们了解70亿人口带来的机会与挑战，并激励各国政府、非政府组织以及个人等采取行动。

## 背景
| 人口                         | 年份   | 增加10亿人口需要的时间 | 增加10亿人口需要的时间 |
| ---------------------------- | ------ | ---------------------- | ---------------------- |
| 10亿                         | 1804年 | 不適用                 |                        |
| 20亿                         | 1927年 | 123年                  |                        |
| 30亿                         | 1959年 | 32年                   |                        |
| 40亿                         | 1974年 | 15年                   |                        |
| 50亿                         | 1987年 | 13年                   |                        |
| 60亿                         | 1999年 | 12年                   |                        |
| 70亿                         | 2011年 | 12年                   |                        |
| 80亿                         | 2022年 | 11年                   |                        |
| 90亿                         | 2046年 | 19年                   |                        |
| 世界人口里程碑（由USCB估计） |        |                        |                        |

世界人口在1987年在7月11日达到50亿，而在1999年10月12日达到60亿。但联合国人口基金会发言人奥马尔·茄兹迪娜（Omar Gharzeddine）对60亿人口日的界定存在异议并指出：虽然联合国将60亿人口日定在1999年，但在此后几年进行重新评估计算后发现1998年时世界人口已经达到60亿。

## 日期的选择
2011年10月31日是一个具有象征意义的日子，这是由联合国经济和社会事务部人口司根据基于周期为5年的插值数据的估计而选择出来的日子。这个估计的数据源包括最近的人口普查，筛查，出生和人口登记等，这些数据都会作为“世界人口展望”项目的一部分在每隔一年出版一次。
世界人口真正达到70亿的日期和70亿人口日有大约12个月的误差。这是由于不准确的人口统计（特别是在一些发展中国家中，而且即使世界上最精确的人口普查，也会有1％-2％的误差）造成的。假设全球的调查误差为1％，则世界人口真正达到70亿的日期可能在2011年3月20日至2012年4月12日之间出现。
但是，美国人口调查局国际项目司有不同观点，他们认为世界总人口在2012年3月之前不会达到70亿人。值得注意的是，他们在60亿人口日问题上也拥有不同的观点，确定的日期和联合国确定的60亿人口日相差3个月。此外，国际应用系统分析研究所（International Institute for Applied Systems Analysis）估计世界人口将在2012年2月至2014年7月之间达到70亿。

## 第70亿人的确定
奥马尔·茄兹迪娜指出联合国或任何人都不可能知道在10月31日第70亿人将在哪里或在什么时刻诞生，同时，联合国也不会给予任何的官方认定或类似的宣传。
然而，在全球范围内仍会有几名被宣布成为象征性的世界第70亿人口的婴儿出现。全球儿童慈善组织国际培幼会在70亿人口日时打算在印度北方邦举行仪式，并将当天出生的某个女婴象征性认定为全世界的第70亿人，以抗议北方邦的性别选择性人工流产。在印度，0-6岁男女比率为1000：914，但在北方邦，比率却为1000：889。
在菲律宾马尼拉，一名于当地时间10月30日23:58在何塞·法贝拉博士纪念医院出生的女婴丹妮卡·梅·卡马乔（Danica May Camacho）被认定为象征性的全球第70亿名成员之一。